# 2015年土耳其击落俄罗斯战斗机事件
土耳其擊落俄羅斯戰鬥機事件是指2015年時俄罗斯一架蘇-24攻擊機闖入土耳其领空，經土耳其警告驅離未果後，遭土耳其軍方擊落的事件。當時两名飛行員通过弹射逃生。其中一人身亡，另一人生还，安全返回俄軍基地。土耳其声明，一架战斗机入侵了领空，其飞行员再对它发出十次警告并拍照。土耳其早先表示，该飞机并非俄罗斯軍機。莫斯科當局指出，其飞机并未越过叙利亚-土耳其边界并滞留于土耳其领空内。这是至20世纪50年代以来，首次发生苏联或俄罗斯飞机被北约成员国击落的事件。

## 背景
土耳其和叙利亚有长达910公里的边界。叙内战爆发以来，两国接壤地区局势持续紧张，并多次发生军用飞机被击落事件。2012年6月22日一架土耳其空军RF-4E侦察机被叙利亚政府军击落，飞行员身亡。2015年3月23日，土耳其空军F-16战斗机击落了叙利亚政府军一架入侵土耳其空域的米格23战斗机。5月16日，土军方在靠近两国边界土方一侧击落一架不明国籍的伊朗制候鸟4无人机。
2014年9月之后随着内战形势恶化，叙利亚失去对领空的控制权，多国空军包括土耳其都入侵叙利亚领空打击武装分子。2015年9月30日俄军开始进驻叙利亚并对伊斯兰国与反阿萨德政府武装展开空袭。10月5日土耳其政府声称俄军战机在空袭行动中曾多次侵犯土耳其领空，并遭土战机拦截。事后土耳其总理达武特奥卢警告俄军机勿犯领空，否则将被击落。
2015年11月巴黎袭击事件发生之后西方与俄罗斯之间自乌克兰危机起持续紧张的关系出现转机，法国与俄罗斯希望缓和关系，并寻求建立一个包括俄罗斯在内的反恐国际大联盟，但北约与俄罗斯的关系在事件发生后又变得更为复杂。
有意見認為土耳其暗中支持和援助伊斯蘭國，而伊斯蘭國也以低於市場價格向土耳其商人出售石油。在土軍此次攻擊俄軍事件前，俄軍為了打擊伊斯蘭國石油收入，炸毀許多伊斯蘭國的石油設施和運油車，被指損害了土耳其的利益，引起土耳其政府以攻擊俄軍戰機作為報復。

## 事件经过
2015年11月24日上午9点24分（UTC+2）一架从叙利亚起飞的俄罗斯空军苏-24M战斗轰炸机在土耳其叙利亚边境被土耳其空军F-16战斗机击落，最后坠落于叙利亚境内拉塔基亚山区。
24日10时左右，土耳其总统府发布消息，击落一架侵犯土耳其领空的俄罗斯战机。在当天土耳其驻联合国大使向联合国安理会提交的信件中，土耳其声称24日早晨，两架苏-24飞机接近土耳其领空，在两架飞机接近后，土耳其通过紧急频道向他们发出了10次警告。这两架飞机无视警告，在19,000英尺（5,800）高度入侵土耳其领空，从当天9时24分05秒开始，分别进入土耳其领空内1.36英里（2.19）和1.15英里（1.85），历时17秒。土耳其空军巡逻的F-16战斗机随后开火，击落其中一架，另一架离开土耳其领空。被击中的飞机坠落在土叙边境叙利亚一侧。
俄罗斯联邦国防部证实，俄空军一架SU-24战机24日在靠近土耳其边境的叙利亚一侧坠毁。俄国防部否认了来自土耳其的指责，并称叙利亚坠落的苏-24飞机飞行高度为6,000（20,000英尺），俄战机一直在叙境内执行空袭恐怖组织IS的任务，距离土耳其边境至少1公里。

### 俄罗斯机组
失事战机上有两名飞行员，分别为机长飞行员奥列格·阿纳托利耶维奇·佩什科夫中校与领航员康斯坦丁·穆拉赫金（Константин Мурахтин，Konstantin Murakhtin）大尉，均弹射跳伞成功。
事件发生后一名叙利亚反对派土库曼旅的指挥官Alpaslan Celik曾对路透社表示，他的战友向空中开枪，打死了两名跳伞逃生的俄罗斯飞行员。俄罗斯官员稍后证实，奥列格·佩什科夫被来自地面的火力射杀。康斯坦丁·穆拉赫金25日被俄羅斯與敘利亞特種部隊救出，安全返回拉塔基亚俄军基地。
24日搜救任务中俄军动用两架直升机进行救援，其中一架米-8迫降在中立地带後，被叙利亚境内武装分子以美製陶式火箭筒击中，1名俄罗斯海军步兵Aleksandr Pozynich身亡。

## 事后发展
事後雙方公布了各自版本的飛行軌跡。

俄土双方主张的俄军机飞行路线图

11月25日，普京同意俄联邦国防部在叙利亚赫梅米姆空军基地部署最新型S-400防空导弹。
11月26日，土耳其军方发布了土耳其战机开火前警告苏-24的音频，录音中一名男子使用英语反复呼叫“这里是土耳其空军，你正接近土耳其领空，立即改变航向调头向南”。而之前一天获救的俄罗斯飞行员在采访中否认收到过来自土耳其方面的任何警告，并称俄机“一秒钟也未进入土领空”。
土耳其安纳多卢通信社报道，俄军空袭了叙土边境一个正在叙利亚阿勒颇省边境城镇阿扎兹附近前进的土耳其运输车队，造成7死10伤。俄罗斯方面也对杀死俄军飞行员的土库曼旅展开了报复行动。据俄联邦国防部新闻局局长格纳申科少将称，土库曼旅被歼灭数百人，其正副旅长也都被击毙。之後俄羅斯召開記者會發布大量空拍證據，指稱土耳其總統家族就是幕後支持伊斯蘭國經濟的黑手，長期幫助IS盜賣石油，擊落戰機是為了掩護IS撤離關鍵車隊和物資，與土耳其同為北約的捷克總統和希臘總理也罕見發言站在俄羅斯一方，懷疑土耳其與IS因同為遜尼派的立場而有一種不可說的策應關係。
12月6日突然發生土耳其一支20輛戰車的營級部隊入侵伊拉克摩蘇爾北方郊區事件，伊拉克政府發文表示這是軍事入侵，美國則表示與美無關是土個人行為，此事件引起國際注意但國際媒體刻意壓抑報導。

## 各方反应

### 土耳其
土耳其第一时间通报联合国及安理会5个常任理事国，称2架国籍未知的SU-24战机飞向土耳其领空。土耳其通过“紧急”频道5分钟内警告10次，要求往南飞，但他们在19000英尺最终进入土耳其领空持续17秒钟，一架驶离，另一架被土耳其空军击落，坠毁在叙利亚。
土耳其总统埃尔多安接受CNN访谈时说：“不道歉。而道歉的应该是侵犯我们领空的人。”总理达武特奥卢11月25日在党内会议上称：“多次警告下，我们不得不击落这架飞机。土耳其军队执行的是我亲自下达的命令。”
土耳其总参谋部召见俄武官进行通报，表示在击中飞机时不清楚飞机属于何国，发出10次警告后俄机没有作出回答而执行了交战规则，土耳其在寻找飞行员和营救上表现了巨大的努力。
2016年3月31日，土耳其媒体上出现了声称杀死了苏-24飞行员奥列格·佩什科夫的的武装分子阿尔帕斯兰·切利克被捕的消息，随后土耳其警方4月1日向俄新社证实了该消息。据报道切利克因涉嫌诈骗而被逮捕。
2016年6月27日，土耳其总统埃尔多安就土方击落俄苏-24战机事件向俄总统普京致道歉信。土耳其方面还表示愿进行赔偿。对此，俄罗斯联邦委员会主席马特维延科表示，虽然这是迟来的道歉，土耳其总统埃尔多安对俄罗斯总统普京的致函还是可视为俄土关系逐步恢复的基础。

### 俄羅斯

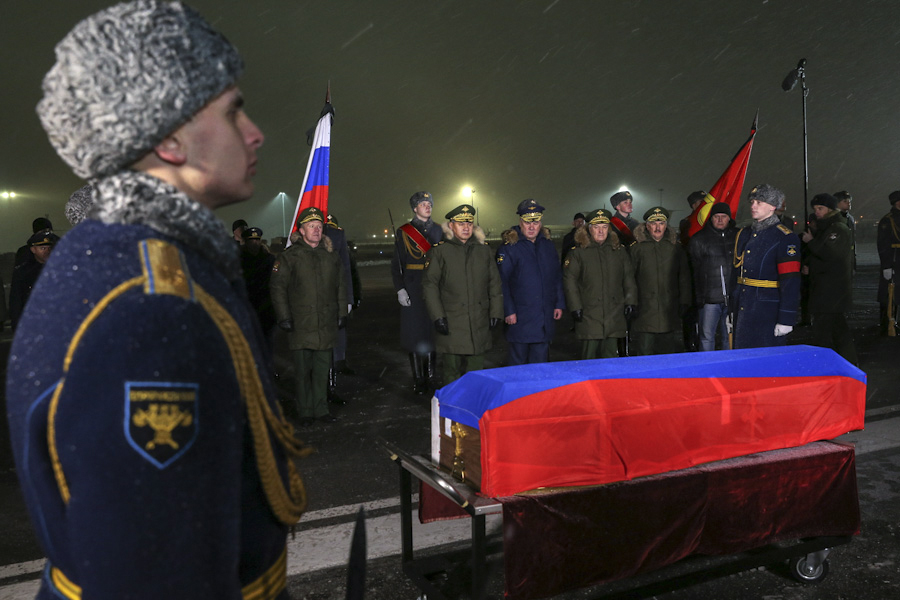
俄军遇难飞行员遗体运抵俄罗斯契卡洛夫斯基机场

俄罗斯总统普京认为土耳其“背叛式的暗箭伤人”，是恐怖分子的帮凶，若再发生同類事件必将报复。外长拉夫罗夫表示，不建议俄罗斯人出于任何目的前往土耳其。近年俄羅斯是土耳其的外國遊客第二大來源地，預料俄羅斯遊客的減少將打擊土耳其旅遊業。
俄羅斯總理梅德韋杰夫指責土耳其的行動是在庇護伊斯蘭國。
2015年11月27日，俄羅斯宣佈從2016年1月1日起取消對土耳其國民的免簽證入境待遇。不久后，普京签署了一项关于保障俄罗斯联邦国家安全和对土耳其采取特别经济制裁措施的总统令，根据这项命令，俄罗斯将暂时禁止从土耳其进口某些种类的商品、禁止或限制土耳其管辖的机构在俄罗斯联邦境内从事一系列活动、俄罗斯旅游公司不得办理前往土耳其的旅游手续、禁止包机往来俄土航线、严格监督土耳其运输公司在俄境内的活动、监督港口、监督俄罗斯亚速海－黑海港口水域的运输安全，包括禁止土耳其船只在俄罗斯海港水域逗留和航行等。另外，除外交人员和家属以及具有临时居住证的人以外，土耳其公民暂时不得入境俄罗斯。俄罗斯总统令还从2016年1月1日起禁止俄罗斯企业聘用土耳其公民。
俄羅斯於12月初發放大批油罐車在敘利亞及土耳其邊境聚集的照片，批評土耳其支持伊斯蘭國，並且為伊斯蘭國走私石油，從中牟取暴利，土耳其同時向伊斯蘭國提供經濟支持，而擊落俄羅斯轟炸機是為了保護與伊斯蘭國的石油貿易。
在土耳其总统埃尔多安向俄方道歉之后，俄方对土耳其的制裁也逐渐解除。

### 叙利亚
根據1949年《日内瓦公约》第1附加议定书第42條，「从遇难飞机上跳伞降落的任何人，在其降落中，均不应成为攻击的对象。」敘利亞外交部長穆阿利姆表示向跳傘逃生的俄軍飛行員開槍是戰爭罪行。

### 美国
美国国防部发言人史蒂夫·沃伦24日表示，俄罗斯战机当天被击落一事只涉及俄罗斯和土耳其双方，与美方无关，事发时协助土耳其政府巡逻该国领空的美军F－15C战机不在附近；美方不能确定被击落俄战机是否越过土叙边境进入土耳其境内。
不過稍晚美方根據衛星的監視圖做分析，确认俄罗斯Su-24战机在叙利亚领空爆炸，當時飛機在距離邊境約一公里，高度6000米左右的位置。

### 联合国
11月24日，联合国秘书长发言人迪雅里克说，潘基文秘书长对土耳其击落俄罗斯战机一事表示关切，呼吁各方采取紧急措施，缓和局势。